# Großwallstadt
Großwallstadt est une commune de Bavière (Allemagne), située dans l'arrondissement de Miltenberg, dans le district de Basse-Franconie.

## Sport
La ville est notamment connue grâce à son club omnisports, le Turnverein Großwallstadt 1888 e.V., et en particulier sa section de handball masculin qui a notamment remporté deux Coupe des clubs champions et six Championnats d'Allemagne.